# Ilana Kratysz
Ilana Kratysz (he. אילנה קרטיש ;ur. 6 lipca 1990) – izraelska zapaśniczka walcząca w stylu wolnym. Olimpijka z Rio de Janeiro 2016, gdzie zajęła trzynaste miejsce w kategorii 69 kg.
Dziesiąta na mistrzostwach świata w 2012. Srebrna medalistka mistrzostw Europy w latach 2013 -  2016. Wicemistrzyni igrzysk europejskich w 2015 roku.